# Can Mansuroglu
Can Tobias Mansuroglu (* 10. Dezember 1983 in Oldenburg (Oldb)) ist ein deutscher Filmemacher, Journalist und Moderator.

## Leben und Wirken
Can Mansuroglu wurde als ältester von drei Söhnen einer deutschen Mutter und eines türkischen Vaters in Oldenburg geboren. Seine Kindheit verbrachte er in Delmenhorst in der Nähe Bremens. Zunächst wollte er Lehrer werden, studierte dann jedoch Politikwissenschaften und Fachjournalistik an der Universität Bremen. Während des Studiums begann er ab 2011 als Moderator der Kindersendung Checker Can für den Kindersender KiKA zu arbeiten. 2013 gab er die Sendung ab, um sein Studium zu beenden. Die Sendung wird seit 2013 von Tobias Krell unter dem Namen Checker Tobi, seit 2018 von Julian Janssen als Checker Julian und seit 2023 von Marina Blanke unter dem Namen Checkerin Marina fortgeführt. Seit 2013 arbeitet Can Mansuroglu als freier Journalist und Filmemacher für verschiedene öffentlich-rechtliche Redaktionen, unter anderem auch für das Format Y-Kollektiv.

## Auszeichnungen
2012 wurde Can Mansuroglu mit der Folge Checker Can – Der Theatercheck für den Sonderpreis Kultur des Landes NRW im Rahmen des Grimme-Preises nominiert. Im gleichen Jahr erhielt er für die Sendung einen weißen Elefanten auf dem Filmfest München.

## Publikationen
- Checker Can, Das Witzebuch : [999 Lacher] / Checker Can, 2013, Kosmos Verlag Stuttgart, ISBN 978-3-440-13485-6
- Checker Can, Das Quizbuch / Checker Can, 2013, Kosmos Verlag Stuttgart, ISBN 978-3-440-13377-4